# Периодическая группа
Периодическая группа — группа, каждый элемент которой имеет конечный порядок. Все конечные группы периодичны. Понятие периодической группы не следует путать с понятием циклической группы.
Экспонента (или период) периодической группы {\displaystyle G} — это наименьшее общее кратное порядков элементов {\displaystyle G}, если таковое существует. Любая конечная группа имеет экспоненту — это делитель числа {\displaystyle |G|}.
Одна из ключевых задач теории групп — проблема Бёрнсайда — посвящена вопросу о соотношении между периодическими группами и конечными группами в классе конечнопорождённых групп, основной вопрос — следует ли из существования экспоненты конечность группы (в общем случае, ответ отрицательный).
Примеры бесконечных периодических групп включают аддитивную группу кольца многочленов над конечным полем и факторгруппу {\displaystyle \mathbb {Q} /\mathbb {Z} }, как и группу Прюфера, являющуюся подгруппой {\displaystyle \mathbb {Q} /\mathbb {Z} }. Другой пример — объединение всех диэдральных групп. Ни одна из этих групп не имеет конечного числа образующих, и любая периодическая линейная группа с конечным числом образующих конечна. Примеры бесконечных периодических групп с конечным числом образующих были построены Голодом на основе совместной работы с Шафаревичем (теорема Голода — Шафаревича), а также Алёшиным и Григорчуком с использованием теории автоматов.

## Математическая логика
Одно из примечательных свойств периодических групп состоит в том, что они не могут быть формализованы средствами логики первого порядка. В противном случае потребовалась бы аксиома вида:
{\displaystyle \forall x.\,((x=e)\lor (x\circ x=e)\lor ((x\circ x)\circ x=e)\lor \cdots )},
содержащая бесконечную дизъюнкцию, а потому неприемлемая. Невозможно обойти эту бесконечную дизъюнкцию с помощью бесконечного числа аксиом — из теоремы о компактности следует, что никакое множество формул первого порядка не может описать класс периодических групп.

## Связанные понятия
Подгруппа кручения абелевой группы {\displaystyle A} — подгруппа, состоящая из всех элементов, имеющих конечный порядок. Абелева группа кручения — это абелева группа, в которой каждый элемент имеет конечный порядок. Абелева группа без кручения — абелева группа, в которой единичный элемент является единственным элементом, имеющим конечный порядок.